# Новые Негурены
Новые Негурены (рум. Negurenii Noi, Негурений-Ной) — село в Унгенском районе Молдавии. Наряду с сёлами Агрономовка и Новые Зазулены входит в состав коммуны Агрономовка.

## География
Село расположено на высоте 85 метров над уровнем моря.

## Население
По данным переписи населения 2004 года, в селе Негурений Ной проживает 80 человек (43 мужчины, 37 женщин).
Этнический состав села:
| Национальность | Число жителей | Процентный состав |
| -------------- | ------------- | ----------------- |
| украинцы       | 41            | 51.25             |
| молдаване      | 37            | 46.25             |
| русские        | 2             | 2.5               |
| Всего          | 80            | 100%              |